# João José Bigarella
João José Bigarella GCONMC (Curitiba, 23 de setembro de 1923 – Curitiba, 5 de maio de 2016) foi um geólogo, geógrafo, geomorfólogo, engenheiro químico e professor universitário brasileiro.
Nos mais de 70 anos de carreira, publicou mais de 200 artigos técnicos e científicos em diversos países, sobre os mais variados temas das Ciências da Terra, principalmente no campo da Geologia. Além disto fez parte de inúmeras entidades e sociedades científicas, tanto como membro quanto dirigente e foi extensivamente premiado e condecorado. Foi um dos primeiros defensores da proteção do meio-ambiente, muito antes de a ecologia tornar-se um assunto importante. Bigarella foi professor da Universidade Federal do Paraná (UFPR) de 1949 até 1980, quando se aposentou como Professor Titular, tornando-se professor visitante na Universidade Federal de Santa Catarina. As principais áreas de atuação do Professor Bigarella eram o estudo sobre a movimentação dos continentes, a revisão global dos depósitos eólicos ou dunas, tanto recentes como antigos, na Bacia do Paraná, e a geologia e geomorfologia do quaternário brasileiro.

## Biografia
João José Bigarella nasceu na Rua Barão de Rio Branco, 444, centro de Curitiba e era filho de José João Bigarella, descendente de imigrantes vindos do sul do Tirol, Austria e da Itália e Ottilia Schaffer Bigarella, descendente de imigrantes alemães vindos da Boêmia, na atual República Tcheca. Iniciou os estudos em 1930 no Colégio Divina Providência e estudou no Instituto Santa Maria, entre 1933 e 1939. Cursou o curso de Pré-Engenharia no Ginásio Paranaense, entre 1940 e 1941. Era casado com a artista plástica curitibana Íris Koehler Bigarella, com quem teve três filhos, cinco netos e quatro bisnetos.. Em 1943 o Professor Bigarella formou-se em Química, pela Faculdade de Filosofia, Ciências e Letras (instituição que, posteriormente, integraria a Universidade do Paraná). Em 1945 formou-se em Química Industrial pelo Instituto de Química do Paraná e em 1953 em Engenharia Química pela Universidade Federal do Paraná (UFPR) . Posteriormente, tornou-se doutor em Ciências Físicas e Químicas, pela UFPR. Finalmente, em 1953 tornou-se Professor catedrático em Mineralogia e Geologia econômica, também pela UFPR.

### Vida profissional
Como químico, começou a trabalhar para a indústria do cimento, na prospecção e análise de matéria-prima mineral. Em 1944 ingressou no Museu Paranaense: “O museu foi minha escola de vida, onde eu desenvolvi capacidade de pesquisa”, relembrou o professor. Em 1945 foi contratado pelo Instituto de Biologia e Pesquisas Tecnológicas, atual Instituto de Tecnologia do Paraná, para trabalhar na divisão de Mineralogia e Geologia. “Nesse momento, eu me envolvi muito com a geologia e decidi que minha carreira seguiria esse caminho”. Iniciou sua carreira no magistério em 1949, como professor das disciplinas de Mineralogia e Petrologia, na Universidade Federal do Paraná. Até sua aposentadoria, em 1980, ministrou diversas outras disciplinas, principalmente Sedimentologia, tanto na UFPR quanto em outras universidades. Com a criação do Departamento de Geologia, na UFPR, foi o primeiro chefe do departamento, entre os anos de 1975 e 1976. Além de professor, ele colaborou na implantação de diversos cursos de Pós-Graduação em universidades espalhadas pelo Brasil.
Desenvolveu um equipamento chamado estereohelioplanímetro e que serve para medir a direção e o ângulo de mergulho das paleocorrentes, ou seja, que existiam durante a deposição dos sedimentos. Este aparelho ficou conhecido como “bigarelômetro”. A utilização deste aparelho nos estudos da Formação Botucatu, de idade jurássica a cretácica e formada por arenitos eólicos, ajudou na determinação da direção dos ventos que ocorriam durante aquela época.

#### Produção científica
Bigarella foi autor de mais de 200 trabalhos publicados em vários países, como Estados Unidos, Canadá, Inglaterra, Holanda, Alemanha, Rússia e África do Sul, além do Brasil. Entre eles, destacam-se o estudo sobre a movimentação dos continentes, a revisão global dos depósitos eólicos ou dunas e da geologia e geomorfologia do quaternário brasileiro. Realizou pesquisas geológicas e geográficas em vários países da América do Sul e da África, interessado principalmente nos problemas relacionados com a deriva continental. O seu trabalho sobre dunas recentes no litoral paranaense até hoje é referenciado nos mais importantes livros e artigos sobre ambientes eólicos.
Foi membro da Academia Brasileira de Ciências e da Academia Latino-Americana de Ciências. Participou da Sociedade Brasileira de Geologia, da Geological Society of America, da Associação dos Geógrafos Brasileiros e da Sociedade Brasileira para o Progresso da Ciência. Foi membro do International Geological Correlation Program da UNESCO entre 1973 e 1976 e seu vice-presidente de 1975 a 1976. Fez parte do corpo editorial de diversas revistas científicas européias.

#### Participações em Congressos
O Professor Bigarella participou do primeiro Congresso Brasileiro de Geologia, da Sociedade Brasileira de Geologia, realizado no Rio de Janeiro, em novembro de 1947. Desde então, participou de eventos semelhantes em todo o mundo, tanto como autor de trabalhos quanto como organizador, coordenador ou presidente. A seguir uma lista de alguns eventos em que participou:
- Symposium on Gondwana Stratigraphy and Paleontology (1967) Mar Del Plata, Argentina: Além de apresentar trabalhos no referido simpósio, foi co-editor do livro Problems in Brazilian Gondwana Geology, que representou a contribuição brasileira no mesmo. Foi a primeira vez que uma síntese do conhecimento geológico produzido por especialistas brasileiros sobre o antigo supercontinente Gondwana foi apresentado no cenário internacional;[13][14]
- Presidente do XXI Congresso Brasileiro de Geologia (Nov-1967) Curitiba, Brasil;[15]
- Organizador do International Symposium on the Quaternary, Curitiba, 1975: O simpósio contou com a participação de 23 paises;[16]
- Presidente de honra do 44º Congresso Brasileiro de Geologia, realizado em Curitiba (PR) em outubro de 2008.[12]

### Ambientalista
Em 1974, Bigarella foi um dos fundadores da Associação de Defesa e Educação Ambiental (ADEA), a primeira organização ambientalista, sem fins lucrativos, do Estado do Paraná e uma das primeiras no Sul do País. A ADEA teve importante papel em diversos projetos ambientais no Estado do Paraná. Foi presidente da ADEA entre os anos de 1974 e 1994. O tombamento da Serra do Mar no estado do Paraná, em 1978, e que culminou com a criação do Parque Estadual Pico Marumbi foi baseado em trabalhos do Prof. Bigarella que mostraram que o assoreamento da Baía de Paranaguá e dos canais de navegação do Porto de Paranaguá era conseqüência do desmatamento da serra.

#### Fundação João José Bigarella
Em 1998 foi fundada a Fundação João José Bigarella (FUNABI), cuja missão é desenvolver projetos que busquem melhorar a qualidade da vida humana e ambiental, além de promover e estimular a investigação e pesquisa científica, tecnológica, cultural e artística. O Professor Bigarella foi membro do Conselho Curador. O principal projeto da Fundação é a instalação do Museu de Geologia e Paleontologia do Parque Estadual de Vila Velha. Em maio de 2010 foi também lançada uma campanha em defesa das baleias Jubarte e Franca.

### Condecorações e homenagens
O reconhecimento aos esforços do professor Bigarella no desenvolvimento das ciências no Brasil, e sua luta em prol do meio ambiente, renderam ao mesmo inúmeros prêmios e homenagens:
- Foi condecorado em duas ocasiões com a Ordem Nacional do Mérito Científico – Presidente da República do Brasil, ordem honorífica concedida pelo governo brasileiro a personalidades brasileiras e estrangeiras como forma de reconhecimento das suas contribuições científicas e técnicas para o desenvolvimento da ciência no Brasil. Em junho de 1995 recebeu o grau de Comendador e, em julho de 2000, recebeu o grau de Grã-Cruz.[19]
- Em setembro de 1966, é agraciado com a medalha de ouro José Bonifácio de Andrade e Silva, a maior condecoração da Sociedade Brasileira de Geologia, durante o XX Congresso Brasileiro de Geologia, em Vitória, ES.[20]
- Em 5 de março de 2013 assumiu a cadeira 22 da Academia Paranaense de Letras, anteriormente ocupada pelo médico e cientista Metry Bacila.[21]
- Em 2019 a Ordem dos Advogados do Brasil, Seção Paraná publicou o livro DIREITO AMBIENTAL NA ATUALIDADE: Homenagem ao Dr. JOÃO JOSÉ BIGARELLA.[22]

Outros prêmios e títulos honoríficos seguem abaixo:
- Engenheiro de Destaque – Instituto de Engenharia do Paraná – 1969;
- Prêmio Heleno Fragoso – Centro Heleno Fragoso pelos Direitos Humanos;
- Prêmio Francisco Sales de Azevedo – Sociedade Brasileira de Cerâmica;
- Prêmio Almirante Álvaro Alberto – Conselho Nacional de Pesquisa – 1992;
- Título "Cidadão Benemérito do Paraná" - Governo do Estado do Paraná – 1997;
- Título "Vulto Emérito" – Município de Curitiba – 1998;
- Título "Cidadão Benemérito" – Município de Matinhos – 1999.

Dá nome ao Museu Ecológico João José Bigarella, localizado na cidade de Matinhos, litoral do Paraná.
Dá nome ao novo prédio do Setor Ciências da Terra da Universidade Federal do Paraná, Edifício Professor João José Bigarella.

## Publicações selecionadas
- Bigarella, J. J.; Contribuição ao Estudo dos Calcários do Estado do Paraná (1956). Tese de concurso para a cátedra de Mineralogia e Geologia Econômica da Escola de Química da Universidade do Paraná, Curitiba, PR.
- Bigarella, J. J.; Salamuni, R.; Marques Filho, P. L. (1961). Considerações sobre a Formação Furnas. Bol. Paranaense de Geografia. 4/5: 53 pp., Curitiba, PR.
- Bigarella, J. J. & Andrade, G. O. (1965). Contribution to the study of the Brazilian quaternary. (em inglês) Geological Society Special Publication, 84:433-451.
- Bigarella, J. J. & Oliveira, M.A.M., (1966). Nota preliminar sobre as direções de transporte dos arenitos Furnas e Botucatu na parte Setentrional da Bacia do Paraná. Boletim Paranaense de Geografia, Curitiba, 18/20: 247-56. 1 fig. 2 tab.
- Bigarella, J. J. & Salamuni, R. (1967). A review of South American Gondwana Geology. (em inglês) IN: Symposium on Gondwana Stratigraphy and Paleontology, Mar Del Plata, Argentina, 1967, Reviews…, p. 7-138.
- Bigarella, J. J. e Salamuni, R. (1967). The Botucatu Formation. (em inglês) IN: J. J. Bigarella, R.D. Becker, J.D.Pinto (eds). Problems in Brazilian Gondwana Geology. UFPR, Curitiba, p. 198-206
- Bigarella, J. J. (1971). Wind pattern deduced from dune morphology and internal structures. (em inglês) Boletim Paranaense de Geociências, Curitiba, 28/29: 21 fig.
- Bigarella, J. J. & Van Eeden, O.R. (1971). Mesozoic paleowind patterns and the problem of Continental Drift. (em inglês) Boletim Paranaense de Geociências, Curitiba, 28/29: 115-44.
- Mendes, J. C.; Bigarella, J. J.; Salamuni, R. (1972). Estratigrafia e sedimentologia. Brasília: INL: MEC, 1972. 1v. (varias paginaçőes): il., mapas. –
- Bigarella, J. J. (1973). Paleocurrents and the problem of continental drift. (em inglês) Geol. Rundschau. vol. 62: pp. 442 – 477.
- Bigarella, J. J. (1973). Textural characteristics of the Botucatu Sandstone. Boletim Paranaense de Geociências, Curitiba, 31:85-94. 15 fig.
- Bigarella, J. J. (1973). Paleocorrentes e Deriva Continental (comparação entre América do Sul e África). Boletim Paranaense de Geociências, Curitiba, 31: 141-224, 6 tab. 48 fig.
- Bigarella, J.J. & Becker, (1975). International Symposium on the Quaternary. (em inglês) Curitiba: UFPR, Bol. Paranaense de Geociências. 33, 370 p., 1975.
- Bigarella, J. J. (1975). Lagoa dune fields (State of Santa Catarina, Brazil), a model of eolian and pluvial activity. (em inglês) Curitiba: UFPR, Bol. Paranaense de Geociências, vol. 33: pp. 133 – 167
- Bigarella, J. J. (1975). The Barreiras Group in Northeastern Brazil. (em inglês) Anais da Academia Brasileira de Ciências, Rio de Janeiro,v. 47 (Suplemento), p. 365-393.
- Bigarella, J.J. Andrade Lima, D.; Riehs, P.J. (1975) Considerações a respeito das mudanças paleoambientais na distribuição de algumas espécies vegetais e animais no Brasil. Acad. Bras. Ciências. Anais, Rio de Janeiro, 47 (suplemento):411-464.
- Bigarella, J. J. e Salamuni, R. (1977). Some palaeogeographic features of the Brazilian Devonian. (em inglês) Bol. Paranaense de Geociências, vol. 21, p. 133 – 167.
- Bigarella, J.J.; Becker, R.D.; Santos, G.F. (1996) Estrutura e origem das paisagens tropicais e subtropicais. V. I e II. Editora da UFSC, Florianópolis.
- Bigarella, J.J.(1998) Imigrantes da Morávia: de Römerstadt a Curityba (Saga dos Schaffer).
- Bigarella, J. J. (2003) Nas Trilhas De Um Geólogo. Editora: Imprensa Oficial.
- Bigarella, J.J.(2004) Fragmentos Étnicos.
- Bigarella, J.J.(2009) Matinho: Homem e Terra – Reminiscências…